# Orestiada
Orestiada (tiếng Hy Lạp: ?) là một khu tự quản ở vùng Đông Makedonías-Thrace, Hy Lạp. Khu tự quản Orestiada có diện tích 956 km², dân số theo điều tra ngày 18 tháng 3 năm 2001 là 39375 người.